# Mario Perego
Mario Perego (Correzzana, 17 novembre 1944 – Ischia, 1º giugno 2019) è stato un allenatore di calcio e calciatore italiano, di ruolo difensore.

## Caratteristiche tecniche
Da ala o centravanti qual era originariamente, Perego si trasformò in terzino fluidificante.
A fine carriera, nelle file del Benevento, occupò anche la posizione di libero.

## Carriera

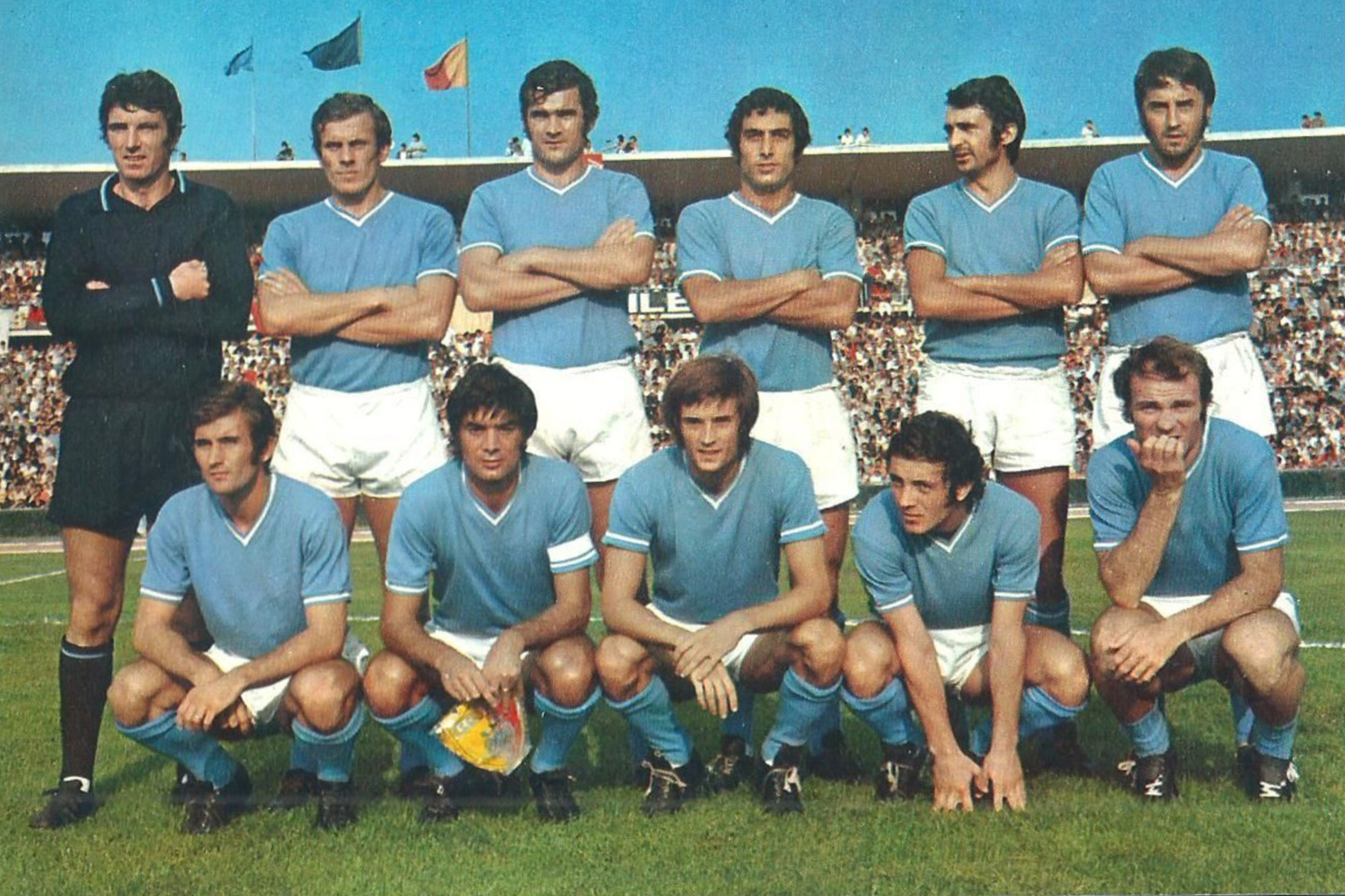
Perego (in piedi, secondo da destra) al Napoli nel 1971

Perego iniziò a dare i primi calci al pallone nella squadra del suo paese, la San Giorgio di Casatenovo, alternando il calcio al lavoro in fabbrica.
Nel Monza, dove approdò a seguito di un provino, iniziò la sua parabola agonistica disputando sei stagioni tra Serie B e C, prima di debuttare nella massima serie nel 1970-1971 nelle file del Varese, guidato da Nils Liedholm. Grazie alle cure dell'allenatore svedese, progredì sotto l'aspetto tecnico-agonistico suscitando l'interesse dei grandi club.
Nel 1971-1972 militò nel Napoli, passando la stagione seguente alla Fiorentina. Poi tre campionati nel L.R. Vicenza, dal 1973 al 1976, un altro triennio nel Benevento, dal 1976 al 1979, e un torneo alla Casertana nel 1979-1980.
Nella Pasqua del 1979, nella partita fra Lucchese e Benevento, in uno scontro col portiere si ruppe i legamenti del ginocchio e lì finì la sua carriera calcistica.

## Palmarès

### Club

#### Competizioni nazionali
- Campionato italiano di Serie B: 1

Varese: 1969-1970
- Campionato italiano Serie C: 1

Monza: 1966-1967 (girone A)